# المركز السعودي للشراكات الاستراتيجية الدولية
المركز السعودي للشراكات الاستراتيجية الدولية (SCISP) جزء من المنظومة الحكومية، ويتمتع بالشخصية الاعتبارية المستقلة، ويرتبط تنظيميًا بمجلس الشؤون الاقتصادية والتنمية، التابع لمجلس الوزراء السعودي وقد تأسس وفقًا لقرار مجلس الوزراء رقم (127)، وتاريخ 3 ربيع أول 1439هـ (21 نوفمبر 2017م)؛ لهدف تحقيق الانسجام وتوحيد جميع جهود المملكة في شأن شراكاتها الاستراتيجية الدولية مع دول العالم، بما يُسهم في بناء تلك الشراكات الاستراتيجية، وتطويرها، وتعميقها، وتنسيق برامجها، ومتابعتها مع الجهات المعنية. فالشراكات الاستراتيجية واحدة من أهم ركائز بناء العلاقات وصياغة التحالفات وتنميتها بين الدول؛ لأنها تُحقق المنفعة المتبادلة، وتُسهم في تعزيز التعاون والاهتمام المشترك، فضلًا عن دورها المحوري في توحيد المواقف الثنائية بين الدول بناءً على تقاطع المصالح، سواءً الاقتصادية، أو الثقافية، أو السياسية، ما يعزز حضورها الدولي ومكانتها العالمية. ، و يقع مقره الرياض، وله مجلس إدارة يترأسه وزير الخارجية السعودي الأمير فيصل بن فرحان آل سعود، تأسس في عام 2017.

## المهام والاختصاصات
- تطوير الشراكات الاستراتيجية الدولية في كافة المجالات، بالاشتراك مع الجهات الحكومية والخاصة.
- وضع معايير تساعد في اختيار الدول المقترحة لربطها بعلاقة شراكة إستراتيجية مع المملكة.
- وضع الدراسات والخطط والبرامج اللازمة فيما يتعلق بتأسيس شراكات إستراتيجية دولية تدعم المصالح المشتركة مع كل دولة من دول الشراكات الاستراتيجية.
- وضع خطة عمل تشمل كافة علاقات المملكة مع دول الشراكات الاستراتيجية.
- رصد ومتابعة نتائج الشراكات التي عقدتها المملكة مع دول الشراكات الاستراتيجية، والعمل على تطويرها.
- إعداد دراسات وبحوث تبين حجم الاستثمار المتوقع في كل قطاع بالمملكة، ومتابعة تطوره والخطط اللازمة لتحقيقه.
- توفير بيئة استثمارية جيدة في المملكة، ووضع عوامل التمكين المختلفة.
- عرض برامج تعريفية وثقافية واجتماعية عن المملكة لدى مجموعة دول الشراكات الاستراتيجية لتحسين الانطباع.
- تنسيق الزيارات الرسمية لدول الشراكات الاستراتيجية، وتحقيق الأهداف المرجوة من كل زيارة.
- حصر الشركات المهمة في كل دولة من دول الشراكات الاستراتيجية.
- عمل ندوات وورش عمل لدعم الشراكات الدولية وتقويتها وتعزيزها.[2][5]

## قائمة دول الشراكات الاستراتيجية
- روسيا.
- الصين.
- اليابان.
- ماليزيا.
- الإمارات.
- مصر.
- الأردن.
- فرنسا.
- أمريكا.
- باكستان.[6]

## الشراكات في عام 2016
- فرنسا 27 يونيو 2016، تعزيز الشراكة الاستراتيجية بين البلدين.
- أمريكا 13 يونيو 2016، تعزيز التعاون الاستراتيجي بين البلدين.
- باكستان 28 أغسطس 2016، ترسيخ علاقات التعاون بين البلدين.
- الصين 29 أغسطس 2016، توقيع 15 اتفاقًا وتفاهمًا وبرنامجًا تنفيذيًا وتوقيع 9 اتفاقيات تجارية على هامش منتدى الأعمال الصيني السعودي في بكين.
- اليابان 31 أغسطس 2016، 7 مذكرات تفاهم للتعاون في عدد من المجالات.
- مصر 7 أبريل 2016، اتفاقيات ومذكرات تفاهم وبرامج تعاون.
- الإمارات 11 أبريل 2016، بحث العلاقات الثنائية وفرص تطويرها.
- فرنسا 25 يونيو 2015، توقيع 10 اتفاقات بلغت نحو 12 مليار دولار.
- روسيا 18 يونيو 2015، 6 اتفاقات في مجالات عدة على رأسها الطاقة النووية.[5]

## الشراكات في عام 2017
- روسيا 4 أكتوبر 2017، اتفاقيات ومذكرات تفاهم وبرامج تعاون.
- روسيا 30 مايو 2017، تعزيز التوافق السعودي الروسي حول الاتفاق النفطي.
- الأردن 27 مارس 2017، توقيع اتفاقيات ومذكرات تفاهم وبرامج تنفيذية وعقود بين حكومتي السعودية والأردن.
- الصين 16 مارس 2017، توقيع مذكرات تفاهم وبرامج تعاون.
- اليابان 14 مارس 2017، توقيع مذكرات تفاهم وبرامج تعاون ومنح رخصة لبنك متسوبيشي.
- أمريكا 13 مارس 2017، تطوير برنامج أمريكي سعودي جديد يركز على الطاقة والبنية التحتية والتكنولوجية ينطوي على استثمارات بنحو 200 مليار دولار.
- إندونيسيا 1 مارس 2017، 16 مذكرة تفاهم وبرنامج تعاون.
- ماليزيا 27 فبراير 2017، 12 مذكرة تفاهم باستثمارات بنحو 8 مليارات ريال سعودي.[5][6]

## مجلس الإدارة
- وزير الخارجية- رئيس مجلس الإدارة.

أعضاء مجلس الإدارة:
- وزير الاقتصاد والتخطيط.
- وزير الطاقة
- وزير التجارة
- وزير البيئة والمياه الزراعية.
- وزير النقل.
- وزير المالية.
- رئيس مجلس إدارة الصندوق السعودي للتنمية.
- مساعد وزير الدفاع.
- المشرف على صندوق الاستثمارات العامة.
- محافظ الهيئة العامة للاستثمار.
- أمين اللجنة الاستراتيجية في مجلس الشؤون الاقتصادية والتنمية.[2]

## وصلات خارجية
- http://www.alriyadh.com/1659858